# Anuskloofje
Een anuskloofje, anusfissuur of fissura ani, is een kloofje in de huid rond de anus. Een anaal kloofje bevindt zich in de huidplooien in en rond de anus, meestal aan de voor- of achterkant ervan. De symptomen zijn een scherpe pijn aan de anus tijdens de stoelgang of bij aanraking, bijvoorbeeld tijdens het douchen. Het wondje kan soms zeer licht bloeden tijdens of na de stoelgang.
Hoe een anale kloof ontstaat is niet geheel duidelijk. Constipatie, verhoogde spanning van de sluitspier, verstoorde bloedvoorziening, achtergebleven vocht in de huidplooitjes, het te veel oprekken van de huid rond de anus, zwangerschap/bevalling en niet op tijd verwisselen van een vuile luier bij baby's kunnen een rol spelen.
Nadat een kloofje is dichtgetrokken duurt het nog 6 weken tot 3 maanden voor een kloofje geheel is genezen. Tot die tijd springt het kloofje gemakkelijk weer open, zodat het wondje steeds weer terugkeert.

## Behandeling
Een huisarts kan verschillende middelen voorschrijven om de anusfissuur te behandelen. Onder andere pijnstillende zalf of zetpillen, laxeermiddel en zinkzalf (zinkoxide werkt beschermend en licht samentrekkend op de huid, zodat de huid sneller heelt). Hiernaast kan een huisarts adviezen geven over verzorging van de fissuur en verbetering van spijsvertering en stoelgang.
Als de anusfissuur chronisch is geworden, zijn er twee kleine operatieve ingrepen mogelijk. De sluitspier kan door een chirurg worden ingeknipt of opgerekt. Ook een botox-injectie, die de sluitspier ontspant, kan een gunstig effect hebben.
Anuskloofjes komen geregeld voor bij mensen met de ziekte van Crohn.

## Geregistreerd geneesmiddel
Isosorbidedinitraatzalf is in Nederlandse apotheken ontwikkeld om te gebruiken bij kleine scheurtjes rond de anus. Isosorbidedinitraat is een vaatverwijder. De druk rond de anus vermindert en de bloedvoorziening op de plaats van het kloofje verbetert.
Inmiddels is de formulering zoals opgesteld door het FNA in Nederland in de handel als geregistreerd geneesmiddel. Het betreft de 1% isosorbidedinitraat-vaselinecreme FNA.
Deze plaatselijk toe te passen zalf mag alleen op recept worden afgeleverd. Er zijn een aantal contra-indicaties, onder andere met sildenafil. De belangrijkste bijwerking is hoofdpijn.
In Angelsaksische landen is een zalf op basis van nitroglycerine geregistreerd. In België wordt een dergelijk preparaat op basis van nitroglycerine vaak zelf door de apotheek (op voorschrift) gemaakt ter behandeling van kloofjes.

## Voorkomen
- Zorgen voor een goede spijsvertering en geregelde ontlasting
- Voldoende hygiënische maatregelen nemen
- De anus verzorgen met een vettige zalf of olie